# Mala Kameanka, Colomeea
Mala Kameanka (în ucraineană Мала Кам`янка) este o comună în raionul Colomeea, regiunea Ivano-Frankivsk, Ucraina, formată numai din satul de reședință.

## Demografie
Componența lingvistică a comunei Mala Kameanka
     Ucraineană (99,5%)
     Alte limbi (0,5%)
Conform recensământului din 2001, majoritatea populației comunei Mala Kameanka era vorbitoare de ucraineană (99,5%), existând în minoritate și vorbitori de alte limbi.